# Адель Шопенгауер

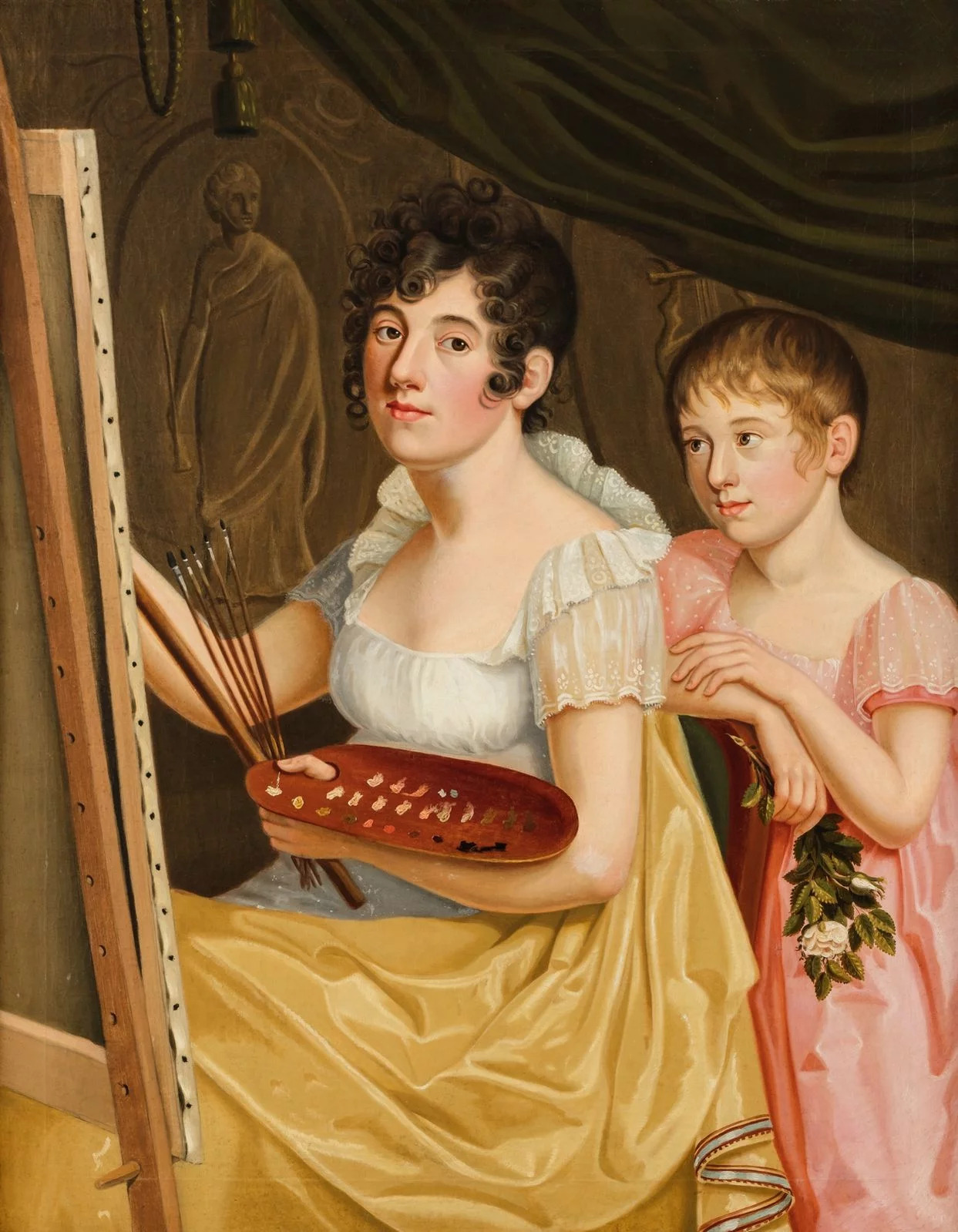
Кароліна Бардуа. Йоганна Шопенгауер із дочкою Аделью. 1806

Адель Шопенгауер (нім. Adele Schopenhauer), повне ім'я Луїза Аделаїда Лавінія Шопенгауер (Luise Adelaide Lavinia Schopenhauer; (12 липня 1797 , Гамбург  — 25 серпня 1849 , Бонн, Рейнська провінція ) — німецька письменниця та поетеса. Дочка письменниці, салоністки та мистецтвознавиці Йоганни Шопенгауер, сестра філософа Артура Шопенгауера.

## Життєпис
Народилася 1797 року в Гамбурзі та виросла у Веймарі у середовищі художників та вчених, які збиралися в салоні її матері. Адель демонструвала великі таланти в літературі та поетичному мистецтві. Але вона не лише писала казки, вірші та романи, а й була майстром у вирізанні силуетів. Успіхи Аделі Шопенгауер, як у літературі, так і в силуетному мистецтві, здобули визнання переважно в англомовному середовищі.
Адель Шопенгауер пов'язували теплі стосунки з Оттілією фон Погвіш, майбутньою невісткою Йоганна Вольфганга Ґете, у будинку якого Адель також часто бувала (про це розповідається, зокрема, у романі Томаса Манна «Лотта у Веймарі»). У 1828 році разом із матір'ю Адель перебралася в Бонн, де стала подругою Аннетти Дросте-Гюльсгофф та Сібілли Мертенс-Шаффгаузен.
Після смерті матері Адель Шопенгауер багато подорожувала, переважно Італією, але, важко захворівши, повернулася в Бонн. 
Померла 12 липня 1849 року. Похована на Старому цвинтарі в Бонні.

## Літературні твори
- Ганна. Роман із недавнього минулого. 1845
- Данська історія. 1848
- Вірші та силуети. 1920.
- Казки про будинок, ліс та фей. 1844
- Щоденник самотній. 1985
- Флоренція Путівник з історичними анекдотами та оповіданнями. 2007